# Обрубленный донакс
Обрубленный донакс, или донакс усечённый, или донакс укороченный (лат. Donax trunculus) — вид двустворчатых моллюсков из семейства донацид (Donacidae), впервые описанный Карлом Линнеем в 1758 году. Также известен как «морская бабочка» (створки раковины похожи на крылья бабочки). Видовой эпитет происходит от лат. trunculus — усечённый, обрезанный, обрубленный.

## Синонимы
Другие научные названия иногда используется, но не являются действительными:
- Donax serrula (Linnaeus, 1758)
- Donax laevigatus (Gmelin, 1791)
- Donax julianae (Krynichy, 1837)
- Donax brevis (Réquien, 1848)
- Donax bellardii (Tapparone-Canefri, 1869)
- Serrula adriatica (Monterosato, 1884)
- Donax trunculatus (Locard, 1886)

## Описание

### Раковина
Моллюск имеет удлинённо-треугольную раковину, слегка неравностворчатую, с закруглённым передним и прямым задним краями. Макушки маленькие, слабо выступающие, сильно сдвинутые назад. Килевой перегиб сильно закруглённый. Поверхность раковины гладкая, с очень тонкими линиями нарастания и тонкими радиальными линиями в средней части. Кардинальных зубов на каждой створке по два; задний зуб на правой створке раздвоенный на конце. Латеральный зуб один — задний на правой створке; на левой — латеральных зубов нет. Передний мускульный отпечаток грушевидный, задний — округленный. Синус широкий, овальный, немного заходящий за средину створки. Окраска белая или желтоватая с лиловатыми концентрическими сгущениями и более светлыми широкими лучами; внутренняя поверхность белая или лиловая. Длина раковины до 40 мм, высота — до 24, ширина — до 11 мм.

### Внутреннее строение и физиология
Два коротких сифона, позволяют ему фильтровать воду.

## Ареал и местообитание
Вид распространён на Атлантическом побережье Европы, в Средиземном, Эгейском, Мраморном и Чёрном морях. В Чёрном море встречается повсеместно на глубине до 10—15 метров на илисто-песчанистом грунте. Donax trunculus любит зону прибоя с напряжённой гидродинамикой и высоким содержанием кислорода. Устойчив к изменениям солености и температуры.

## Жизненный цикл
Жизненный цикл Donax trunculus начинается с личинки, в конце лета — начале осени. В течение первых 2,5 месяцев жизни Donax trunculus растет на 50 % своей раковины. Вес тела, как правило, колеблется в течение года в соответствии со стадиями репродуктивного цикла. Так, масса тела может увеличиться с ноября по февраль в процессе подготовки гаметогенеза, а затем остаётся стабильной до июля, когда яйцеклетка созревает. После нереста летом, вес начинает снижаться, и остаётся ниже до ноября. Продолжительность жизни 4—6 лет.

## Взаимодействие с человеком

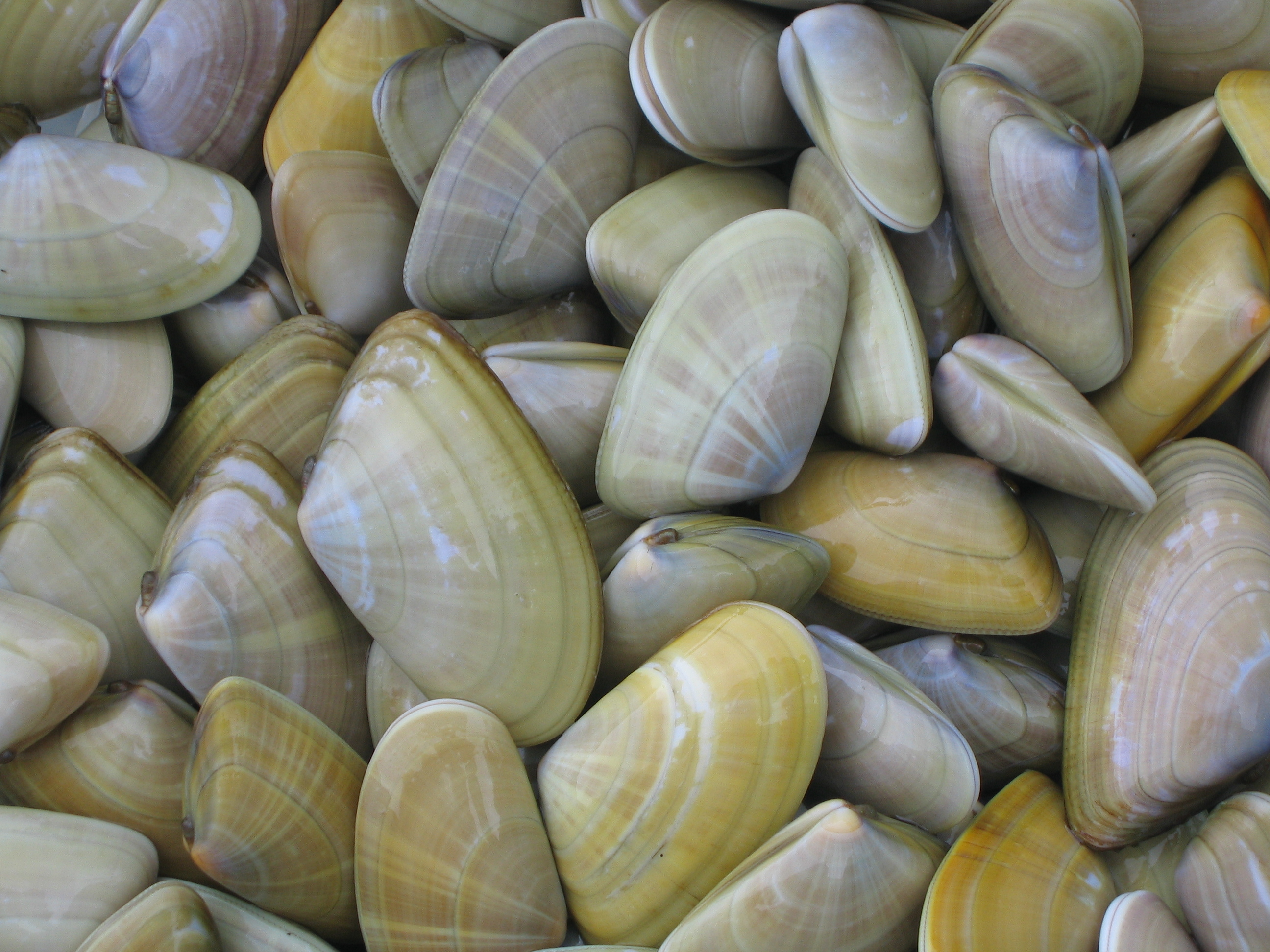

Используется в пищу, а также в качестве материала для изготовления сувениров и поделок. Высоко ценится испанцами и итальянцами, является объектом крупной профессиональной рыбалки. Указанные обстоятельства сделали Donax trunculus предметом научного и коммерческого изучения в Италии, Испании, Франции и Турции.
Donax trunculus, как и другие моллюски-фильтраторы накапливают микроорганизмы, в том числе патогенные бактерии и вирусы опасные для человека. Законодательство ряда стран и Директивы Совета Европейской комиссии (ЕК), устанавливают условия для производства и размещения на рынке живых двустворчатых моллюсков. В этой связи, турецкие ученые провели научное исследование с целью определения способности и времени выведения кишечной палочки и сальмонеллы особями Donax trunculus, загрязненными указанными бактериями.

## Донакс обрезанный в филателии
В 1988 г. Республика Сенегал выпустила почтовую марку, посвящённую Donax trunculus.